# Poppelsdorfer Allee 55

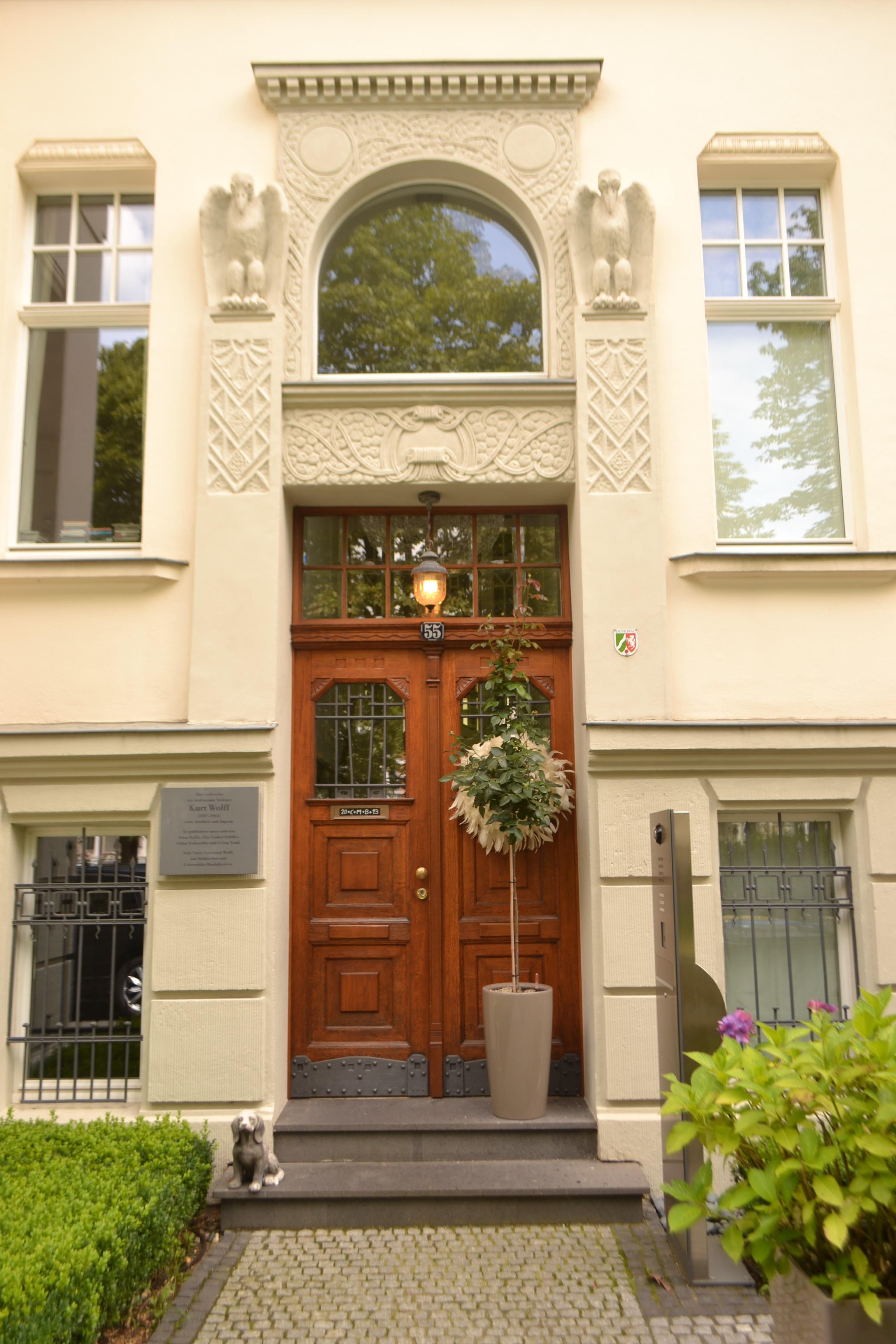
Haus Poppelsdorfer Allee 55, Eingang (2015)

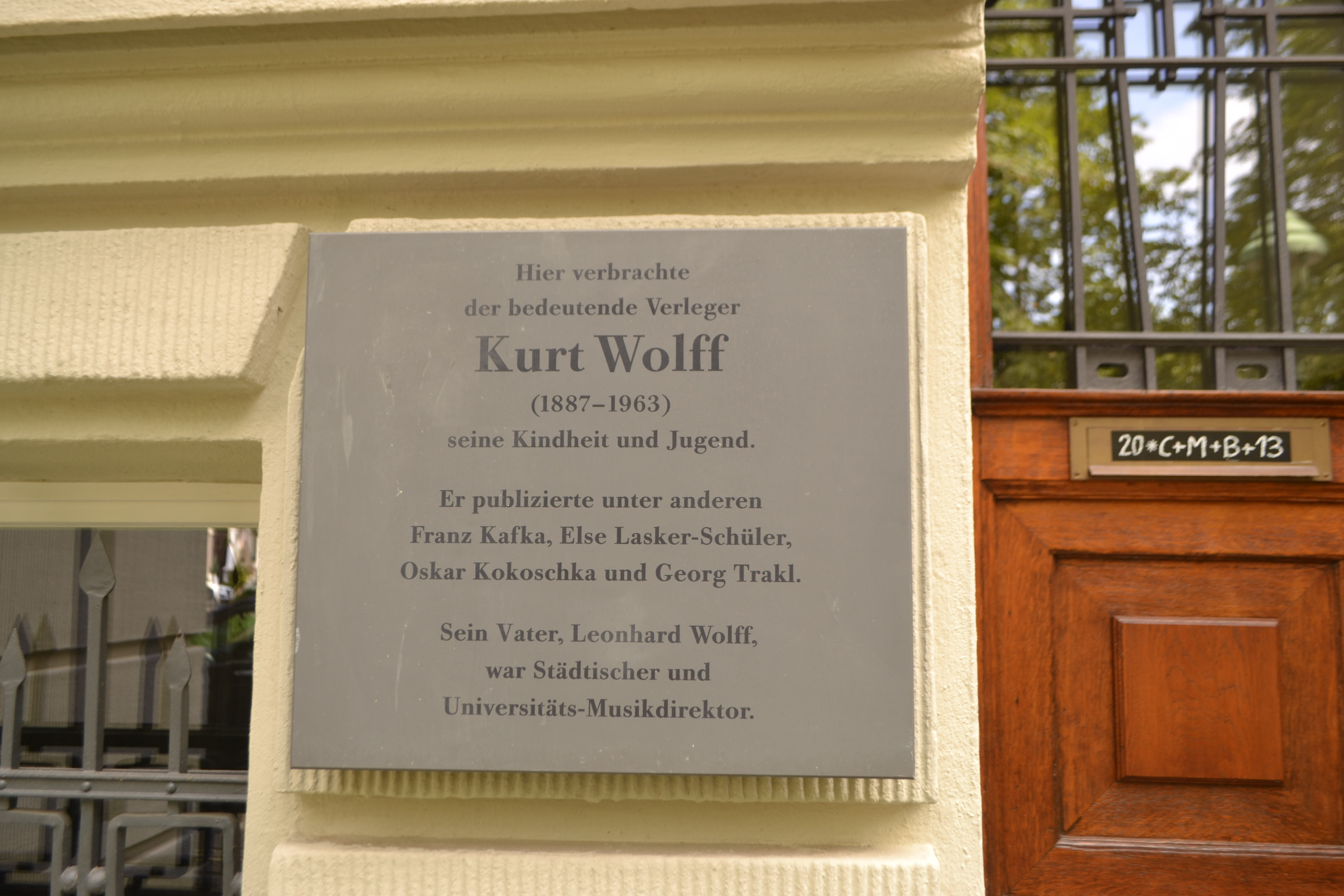
Gedenktafel für Kurt Wolff links von der Eingangstür

Das Gebäude Poppelsdorfer Allee 55 ist ein Wohnhaus im Bonner Ortsteil Südstadt, das 1908 errichtet wurde. Es liegt an der Südostseite der Poppelsdorfer Allee, die die Grenze zur Weststadt markiert. Das Haus steht als Baudenkmal unter Denkmalschutz.

## Geschichte
Das Haus entstand nach einem Entwurf des Bonner Architekten Johann Schwister (1862–1921), der auch als Bauherr auftrat, gleichzeitig mit den zusammen mit diesem eine architektonische Einheit bildenden Häusern Poppelsdorfer Allee 53, 57 und 59. Es lässt sich der Spätphase des Jugendstils zuordnen. Erster Bewohner des Hauses war der Musikwissenschaftler, Komponist und Dirigent Leonhard Wolff (1848–1934), Vater des Verlegers Kurt Wolff (1887–1963).
Nachdem Bonn 1949 Regierungssitz der Bundesrepublik Deutschland geworden war, richtete die Republik Österreich nach anfänglichem Standort im Ortsteil Gronau (Kurt-Schumacher-Straße 10) 1954 in dem Haus die Kanzlei ihrer zu dieser Zeit als „Verbindungsstelle“ bezeichneten diplomatischen Mission ein. Ab dem 1. Januar 1954 mietete Österreich für zunächst fünf Jahre drei Stockwerke des Hauses an. Der Umzug der Kanzlei fand vermutlich im folgenden Februar statt. Das Erdgeschoss nahm die Amtsräume des Kanzlers und Presseattachés auf, das erste Obergeschoss die des Botschafters, Ersten und Zweiten Zugeteilten, die Mansarde beherbergte Archiv, Kanzlei und Telefonzentrale sowie das Kellergeschoss Küche und Pressearchiv. Das zweite Obergeschoss wurde weiter von Privatleuten bewohnt. Am 20. Dezember 1955 wurde die bisherige Verbindungsstelle, die ausweislich des vor dem Gebäude angebrachten Amtsschilds als Österreichische Vertretung firmierte, in eine Botschaft umgewandelt und das Haus somit erster Sitz der Österreichischen Botschaft in der Bundesrepublik Deutschland. Im Frühjahr 1977 zog die Botschaft in ein neuerrichtetes Kanzleigebäude im Ortsteil Gronau (Johanniterstraße 2) um.
Die Eintragung des Hauses in die Denkmalliste der Stadt Bonn erfolgte am 29. Dezember 1986. Spätestens ab Ende der 1980er-Jahre war es unter dem Namen „Dag-Hammarskjöld-Haus“ Sitz der Deutschen Gesellschaft für die Vereinten Nationen, bis diese um 2000 nach Berlin umzog. Im März 2006 wurde an dem Haus eine Gedenktafel zur Erinnerung an den Verleger Kurt Wolff angebracht.